# Повідь Святої Люсії

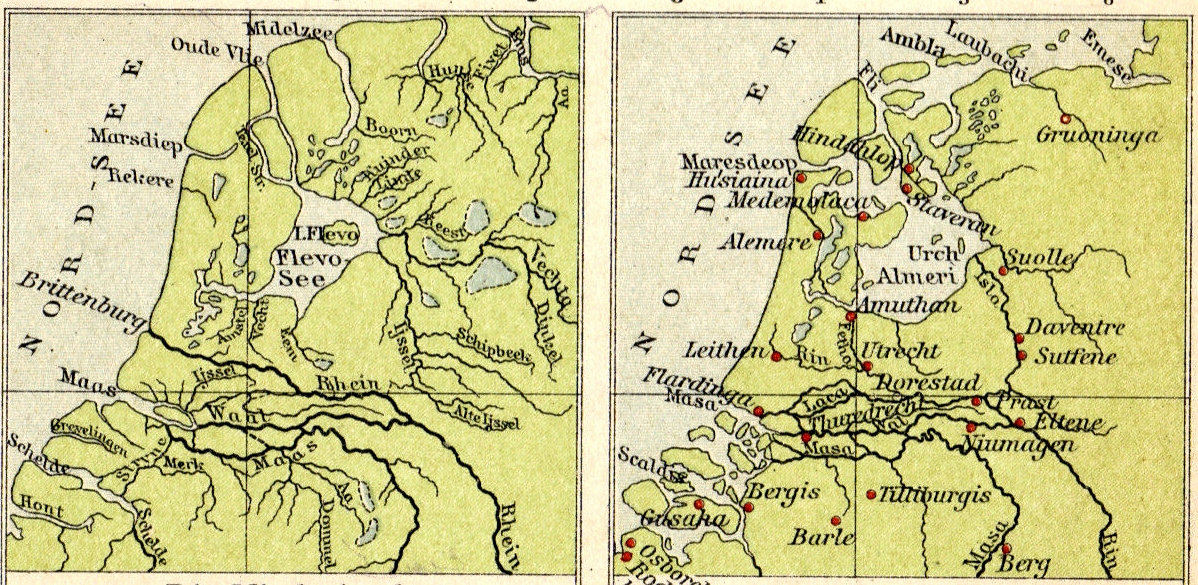
Приблизна мапа території Нідерландів в I ст. та X ст. Виразно видно збільшення прісноводного озера Флево, яке пізніше перетвориться на бухту Зейдерзе.

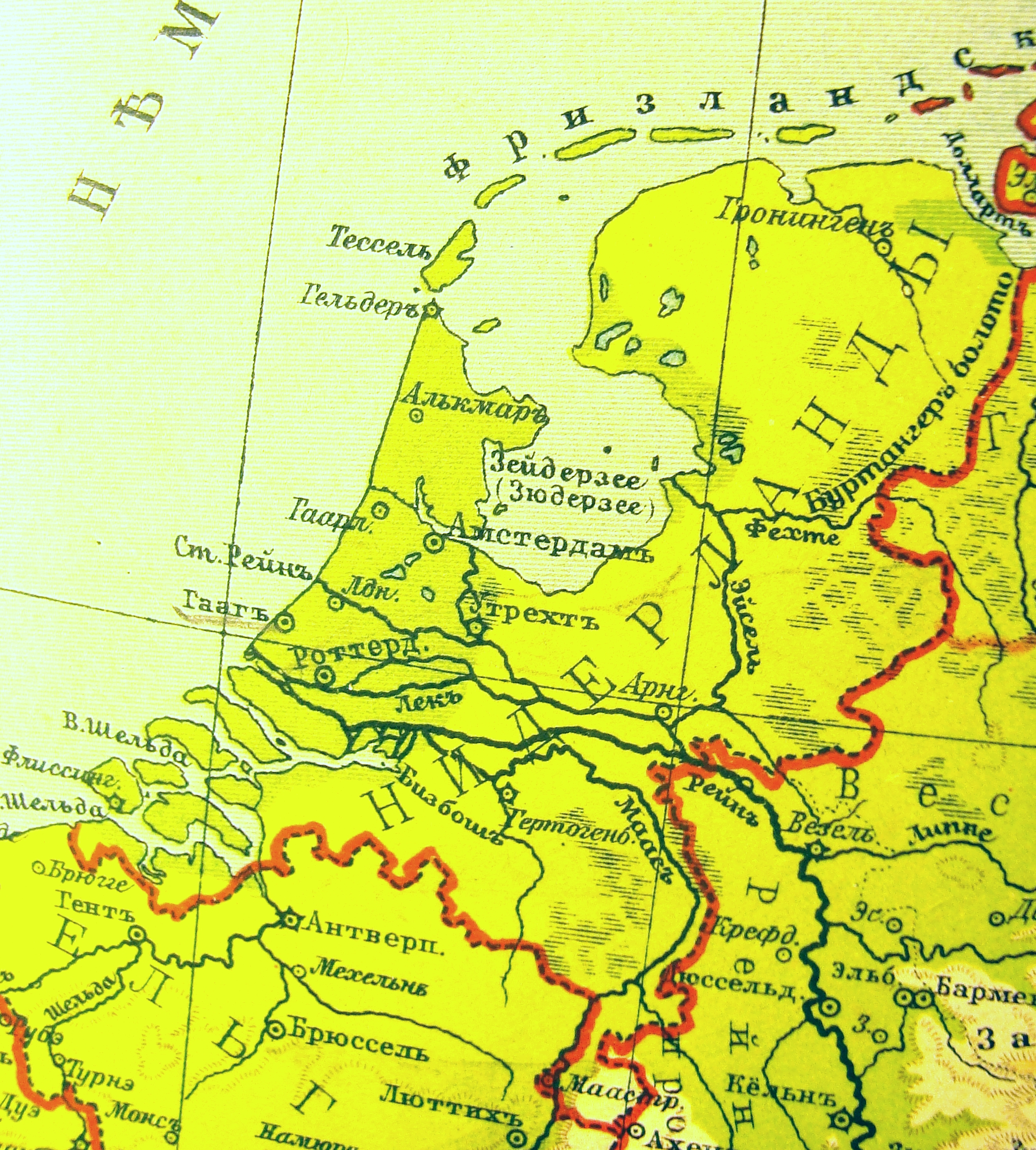
Мапа Нідерландів на початку XX ст., до початку проекту Зейдерзе. Морська затока Зейдерзе на місці колишнього озера.

По́вінь Свято́ї Люсі́ї (нід. Sint-Luciavloed) — катастрофічна повідь 14 грудня 1287 року (через день після дня святої Люсії) на землях сучасних Нідерландів та Північної Німеччини, спричинена потужним штормовим припливом на Північному морі. Під час потопу дамби були зруйновані, загинуло приблизно 50–80 тисяч людей, що робить повідь Святої Люсії шостою за смертоносністю повінню в історії.
Повідь знищила велику кількість сіл, які були на шляху води, в самій лише Східній Фризії було затоплено понад 30 сіл. Місто Грінд було повністю зруйновано, вціліло лише десять будинків. Нині острів Грінд незаселений. Внаслідок незахищеності низинних прибережних ділянок суші та втрати великої кількості родючих земель багато жителів цих місцин переселилися в райони з більшою висотою над рівнем моря.
Значні території Нідерландів були затоплені, стихія змила піщані ділянки суші, внаслідок чого Зейдерзе остаточно перетворився на морську бухту. Затока Зейдерзе існувала до першої половини XX ст., коли в ході однойменного масштабного проєкту Зейдерзе вона була відгороджена від моря дамбою і частково осушена. Нині залишки затоки утворюють прісноводне озеро Ейсселмер.
Повідь святої Люсії схожа на повідь 1953 року, коли екстремально низький тиск збігся з високим припливом, спричиненим штормовим нагоном.
Цей же шторм спричинив повідь, хоч і в меншому масштабі, і в сусідній Англії, де загинули сотні людей. У селі Хіклінг в Норфолку 180 осіб загинуло, а вода піднялася на фут вище за вівтар монастирської церкви.
Шторм був одним з двох «Великих штормів» 1287 року. Другий стався в лютому 1287 року, що в поєднанні з потопом січня 1286 року вплинуло на занепад одного з тодішніх провідних англійських портів Данвіча в Саффолку.